# Nemjuci
A Nemjuci 2008-ban alapított magyar zenekar.

## Nemjuci zenekar
Németh Juci 2008-ban alapította meg  a The Puzzle-ból ismert Faragó Tomival, és a Rémember zenekarból Matyiővel és Vasalóval a retró érzetű, gitár- és dalközpontú rock'n roll zenekart.
A Nemjuci megalakulása óta az ország összes nagyobb fesztiválján bemutatkozott és természetesen számos klubban is eljátszották dalaikat. Alig fél év után elkészült a Nem című single, majd a zenekar 2009 elején stúdióba vonult. Az első nagylemez Nemjuci címmel 2009. szeptember 15-én jelent meg. A lemezbemutató koncertet egy kamion platóján tartották, ami a Gödör klub előtt parkolt amíg a koncert lezajlott. Az első klipjük az albumról a Runaway c. szám, mely az MR2 Top10-es listájára is felkerült. 2010-ben csaknem az összes nyári fesztiválon szerepeltek, márciusban pedig az A38 hajón a The Subways előtt léptek fel. 2012 tavaszán jelent meg második lemezük.
A zenekar Ideológiája a környezetvédelem, a tudatos vásárlás és az újrafelhasználás köré épül:
- - például a hulladékból készült tokba rejtett, újrahasznosított papírra nyomott poszterrel egybecsomagolt második nagylemez
- - a Nemjuci Turi, azaz Juci által turkált ruhák, apró Nemjuci logóval,
- - Nemruci butik.

2013 végén közös és békés megegyezéssel feloszlott az együttes.

## Tagok
- Németh Juci – ének
- Faragó Tamás – gitár
- Fischer Máté, Matyiő – basszusgitár
- Szabó Áron, Vasaló – dob

## Lemezek
- 2009 Nemjuci (Mama Zone Records)[3]
- 2012 Nemjuci

## Weblapok és cikkek
- Nemjuci a MySpace-en
- Hivatalos honlap
- Nemjuci a Facebookon
- b-oldal.blog.hu. „Nemjuci - de interjú”, b-oldal.blog.hu, 2009. november 6. (Hozzáférés: 2009. november 6.)
- Bézi, Sándor. „Izgalmas időszak a nemjuci életében”, zartkor.hu, 2009. szeptember 29. (Hozzáférés: 2009. szeptember 29.) [halott link]
- Túrbok, Attila. „Juci vagy nem Juci: Nemjuci!”, www.kisalfold.hu, 2009. október 17.. [2016. március 10-i dátummal az eredetiből archiválva] (Hozzáférés: 2009. október 17.)
- Dudich, Ákos. „Nyilvánosan füvet vágni kézikaszával – Nemjuci-interjú és -lemezpremier”, http://langologitarok.blog.hu, 2012. április 2. (Hozzáférés: 2012. április 2.)
- „„Halkabban” játszik a Modemben Nemjuci”, http://www.dehir.hu, 2011. május 26. (Hozzáférés: 2011. május 26.)